# Gachas manchegas
Las gachas manchegas es un plato español, de la región de La Mancha, aunque en otras regiones de España se dan otras variantes.
Es muy típico degustarlas durante las fiestas patronales de diferentes pueblos también aquellos no pertenecientes a Castilla-La Mancha, como Velilla de San Antonio, en Madrid.

## Características
Consiste en una especie de papilla, elaborada con harina de almortas, a la que se añade panceta de cerdo, ajos, pimentón, aceite y sal.
La harina de almortas, comúnmente también conocida como harina de guijas, de titos o de pitos, proveniente de la planta Lathyrus sativus es utilizada para elaborar este plato, una de las enseñas de la gastronomía manchega. Tradicionalmente la harina se elabora en antiguos molinos de piedra, algunos todavía en funcionamiento, como son los existentes en La Solana (Ciudad Real), en Campo de Criptana (Ciudad Real) y en otros lugares de la provincia de Cuenca.

## Origen e historia
En origen era comida de pastores y gente del campo, consumida sobre todo en los fríos días de invierno. Este plato se consume popularmente en un corro alrededor del "perol" o sartén que se ha utilizado para la elaboración, con una cuchara o con un simple trozo de pan pinchado en la navaja o cuchillo y que se moja en las gachas. Es habitual que el pan esté "asentado", es decir, algo duro para que sea más resistente al ser pinchado y mojado en las gachas y que no se desprenda, por lo que se suele recomendar que sea pan del día anterior. La receta original (al ser un plato de gente muy pobre) consistía en manteca (grasa de cerdo), harina de almortas (guijas en la zona de la Manchuela), agua y sal. El pimentón se añadió posteriormente para aportar un poco de color y sabor. 
La harina de almorta, el ingrediente distintivo de las gachas manchegas, se obtiene de la almorta (Lathyrus sativus), una leguminosa resistente a climas extremos. Sin embargo, su consumo excesivo puede provocar una enfermedad conocida como latirismo, que afecta al sistema nervioso y produce parálisis en las extremidades inferiores. Esta relación llevó a que su comercialización como alimento humano fuera prohibida en España en 1967. Desde entonces, la harina de almorta solo se permite para alimentación animal, aunque su uso en platos tradicionales como las gachas ha persistido. En 2018, la Unión Europea y España relajaron parcialmente esta normativa, permitiendo su venta para consumo humano bajo estrictas condiciones y cantidades limitadas. Este cambio responde a un interés por preservar el patrimonio gastronómico regional.

## Variantes

### Castilla-La Mancha
En algunos lugares, como La Mancha conquense o Minaya (Albacete), se acompaña también con setas o patatas cocidas o fritas (en cuyo caso es comúnmente llamado zarangullo). En esta misma provincia, concretamente en la comarca de la Serranía de Cuenca, aunque también en la Mancha toledana y ciudadrealeña, además de en otros sitios en época de matanza, se suele acompañar con hígado y bofes de cerdo, frito o cocido anteriormente junto con el tocino, muy picado, y añadido al guiso a la vez que el agua o comiéndolo alternándolo con las propias gachas. Otros acompañamientos habituales son guindillas picantes o pepinillos en vinagre.

### Comunidad Valenciana
En la comarca del Rincón de Ademuz, provincia de Valencia, también se cocinan las célebres gachas elaboradas con harina de maíz o de trigo y acompañadas de productos derivados del cerdo, tomate, ajoaceite, caracoles y bacalao. La diferencia de estas gachas respecto de las manchegas es que se trata de una gacha que se cocina en un caldero de cobre, y que no es tipo puré, se revuelve una vez cocida la harina y se queda a terrones que posteriormente se van cogiendo con la cuchara y acompañados de lo que guste. También forman parte de la cocina tradicional comarcal las almortas de harina de guijas, y estas sí que son muy similares a las típicas gachas manchegas.

### Andalucía

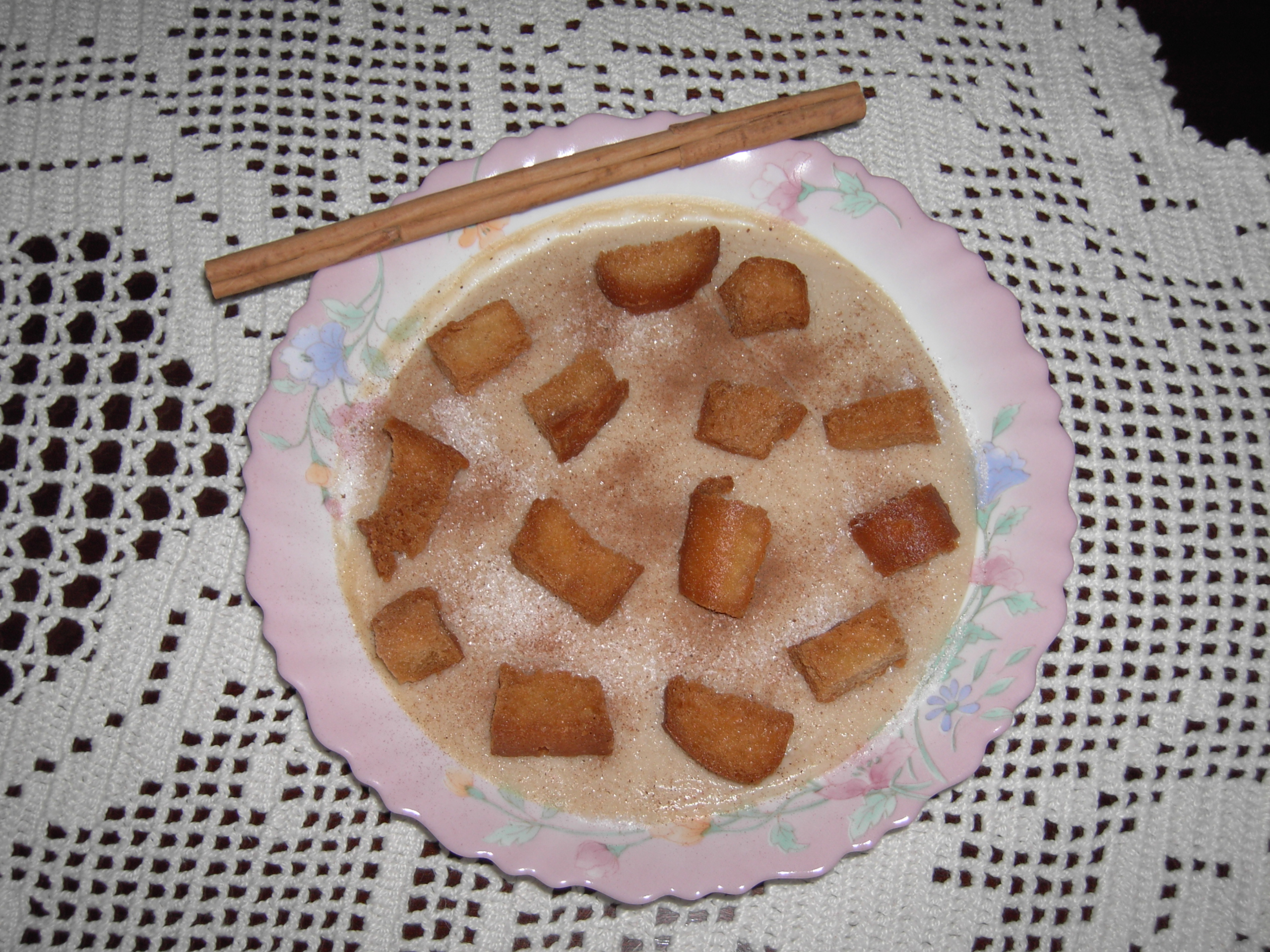
Gachas andaluzas.

En Andalucía se consumen tradicionalmente otra versión, las gachas de trigo.
Otras variantes son:
- Gachas dulces
- Gachas de matanza
- Gachas colorás
- Gachas malagueñas
- Gachas migas
- Gachas cordobesas
- Gachas de pimentón
- Gachas de Almería
- Gachas alpujarreñas (Granada)
- Gachas serranas
- Gachas de migas manchegas

### En otros países
Las gachas aparecen también en la gastronomía tradicional rusa, como uno de los platos más típicos y populares. Ello se debe tanto a que a esas latitudes es posible encontrar la materia prima (almortas, trigo, otros cereales), como a que este es un plato muy barato y posible de hacer para gente de escasa capacidad económica.

## Festivales
Anualmente, el último sábado de noviembre (desde el año 2010 el primer sábado de noviembre), se celebra en Alcázar de San Juan el "Concurso Nacional de Gachas Manchegas", con degustación gratuita de este plato manchego. En la explanada junto a la estación de tren toman sitio las distintas cuadrillas, muchas de ellas formadas por trabajadores y aficionados del ferrocarril pues el concurso goza de gran prestigio entre ellos y sirve como encuentro, acudiendo todos los años algún tren histórico con más de 300 viajeros.
En Cuenca, durante las fiestas de San Mateo, también se celebra un multitudinario concurso de gachas.
También de forma anual se celebra en Herencia el "Concurso de Gachas Manchegas" dentro de los actos de su famoso carnaval declarado de Interés Turístico Nacional.
Durante la festividad de San Julián, el día 29 de enero, tiene lugar en el municipio de Casas de Haro (Cuenca) la degustación y concurso de gachas. Durante este día, llamado por los lugareños San Julianete, en el parque del cruce, tiene lugar un concurso y degustación gratuita de este plato típico.

## Curiosidades
- Tanto en el municipio de Ruidera, Mota del Cuervo (Cuenca), Las Mesas (Cuenca), Belmonte (Cuenca), Ossa de Montiel (Albacete), Minaya (Albacete), Casas de Haro (Cuenca), Casas de Fernando Alonso (Cuenca), Vara de Rey (Cuenca), Torrubia del Campo (Cuenca), Tarancón (Cuenca) como en los de Herencia, Puerto Lápice (Ciudad Real) y  Villarrubia de los Ojos (Ciudad Real), Socuéllamos (Ciudad Real), Consuegra (Toledo), Villanueva de Alcardete (Toledo), La Puebla de Almoradiel (Toledo), Villa de Don Fadrique (Toledo), Quintanar de la Orden (Toledo) y Miguel Esteban (Toledo), así como en algunos pueblos de la provincia de Jaén, tienen por costumbre no comer gachas cuando ha muerto alguien en el pueblo, ya que existe la superstición de que si ha habido un muerto, ese día mete el dedo en el puchero o "moja en el perol".